# Roland Décilia
Roland Décilia, né le 11 septembre 1958, est un footballeur professionnel français évoluant au poste de défenseur.

## Biographie
Formé au Nîmes Olympique, il intègre l'effectif professionnel lors de la saison 1978-1979.
Relégué en D2 à l'issue de la saison 1980-1981, il participe à la remontée en élite lors de l'exercice 1982-1983.
L'année suivante il rallie l'USF Le Puy en D2.
Au total, Roland Décilia joue 57 matchs en Division 1 et 75 matchs en Division 2.